# .tv
.tv је највиши Интернет домен државних кодова за Тувалу.